# Омлоп, Лаура
Лаура Омлоп (нидерл. Laura Omloop, родилась 18 мая 1999 года в Берларе, Бельгия) — бельгийская певица, которая представляла свою страну на Детском конкурсе песни «Евровидение 2009» в Киеве, Украина. Заняла четвёртое место с песней «Zo verliefd», которая содержит манеру пения йодль. В том же году был выпущен сингл с этой песней, который в течение недели удерживал третью позицию в рейтинге Ultratop 50.

## Дискография

### Синглы
- «Zo verliefd» (2009)[5]
- «Stapelgek op jou» (2010)[6][7]
- «Zijn we aleen» (2012)
- «Meer» (2014)
- «Zo zonder jou» (2015)
- «Sorry» (2015)

### Альбомы
- Verliefd (2010)[8]
- Wereld vol kleure (2011)[9]
- Klaar voor! (2012)
- Meer (2014)
- Zo zonder jou (2015)